# Lord-lieutenant du Yorkshire du Nord
Ceci est une liste de personnes qui ont servi comme lord-lieutenant du Yorkshire du Nord. L'office a été créé le 1er avril 1974.
Depuis 1996, la position a inclus les régions au sud de la rivière Tees dans l'ancien comté de Cleveland. À la dissolution de Cleveland, lord Gisborough a été fait joint lord-lieutenant du Yorkshire du Nord.
- 1er avril 1974-1987 : Oswald Phipps, 4e marquis de Normanby (précédemment lord-lieutenant du North Riding of Yorkshire)[1]
- 1987-1999 : Sir Marcus Worsley, with a lieutenant :
- 1996-2001 : Richard Chaloner, 3e baron Gisborough (anciennement lord-lieutenant de Cleveland)[2]
- 1999-2014 : James Dugdale, 2e baron Crathorne
- 2014-2018 : Barry Dodd[3] (mort dans un accident d'hélicoptère)[4]
- 2018-présent : Johanna Ropner[5].